# Miguel Ángel Hoyo
Miguel Ángel Hoyo Ramos (nacido en Ceuta el 11 de octubre de 1973) es un entrenador español de baloncesto. Actualmente es entrenador del Saski Baskonia B de la Liga LEB Plata.

## Trayectoria
Natural de Ceuta y Licenciado en Educación Física por la Facultad de Humanidades de La Coruña, es un entrenador de baloncesto formado en las categorías inferiores del Club Basquet Coruña. 
En la temporada 1999-2000 da el salto al banquillo primer equipo coruñés en LEB Oro como parte del cuerpo técnico.
En la temporada 2002-2003 dirige al Deportes Cimas en Liga EBA. En las dos temporadas siguientes, dirigiría al CB Sarria de la misma categoría.
En 2005, se incorpora al Club Baloncesto Breogán de Liga ACB, como asistente y preparador físico en el que equipo de Moncho López.
Entre 2006 y 2011, Hoyo formaría parte del staff técnico del CB Granada en Liga ACB, siendo asistente y preparador físico en los cuerpos técnicos de Sergio Valdeolmillos (2006-2008), Trifón Poch (2008-2011) y Curro Segura (2011).
En 2011, regresa a Galicia para ser el director deportivo del Club Ourense Baloncesto durante la temporada 2011-2012.
En 2012, firma con los Malabo Kings de Guinea Ecuatorial al que dirige durante temporada y media. Tras ganar la liga, disputaría el campeonato de la Zona Centro de África, logrando además la clasificación directa para la fase final de la Copa de África de 2013.
En la temporada 2014-15, firma por el Horsholm 79ers de la Basket Ligaen.
En la temporada 2015-16, Miguel Ángel Hoyo vuelve a tierra gallegas para ser el entrenador del Club Xuventude Baloncesto de Vigo en LEB Plata.
En 2016, regresa a Dinamarca para dirigir al SISU Copenhagen de la Basket Ligaen.
En 2016, Hoyo fue técnico asistente de la Selección de baloncesto de Angola durante el preolímpico celebrado en Belgrado.
En marzo de 2017, Hoyo firma como entrenador del Club Bàsquet Menorca en Liga EBA con el que finalizó la temporada.
En la temporada 2017-18, firma como técnico asistente de Josep Maria Berrocal en el Eskişehir Basket Spor Kulübü de la TBL, finalizando la temporada en séptima posición.
En la temporada 2018-19, firma por el Saski Baskonia "B" de la Liga LEB Plata. En las siguientes dos temporadas, dirigiría al filial vitoriano en Liga EBA.
El 10 de agosto de 2021, firma como entrenador asistente del BC CSU Sibiu de la Liga Națională, la máxima competición de Rumanía.
El 30 de noviembre de 2022, firma como entrenador del Saski Baskonia B de la Liga LEB Plata.